# NGC 973
NGC 973 је спирална галаксија у сазвежђу Троугао која се налази на NGC листи објеката дубоког неба.
Деклинација објекта је + 32° 30' 20" а ректасцензија 2h 34m 20,1s. Привидна величина (магнитуда) објекта NGC 973 износи 12,8 а фотографска магнитуда 13,6. Налази се на удаљености од 62,650 милиона парсека од Сунца. NGC 973 је још познат и под ознакама UGC 2048, MCG 5-7-13, CGCG 505-14, IRAS 02313+3217, FGC 314, KUG 0231+322, PGC 9795.